# 2433 Sootiyo
2433 Sootiyo este un asteroid din centura principală, descoperit pe 5 aprilie 1981, de Edward Bowell.